# Mitiarjuk Attasi Nappaaluk
Mitiarjuk Attasi Nappaaluk (en Inuktitut : ᒥᑎᐊᕐᔪᒃ), née en 1931 et décédée en 2007, est une autrice, sculptrice et enseignante Inuk originaire de Kangiqsujuaq (Nunavik, Québec, Canada) et connue surtout pour la publication d’un des premiers romans en inuktitut, Sanaaq. Elle est considérée comme une pionnière de la littérature inuite.

## Biographie

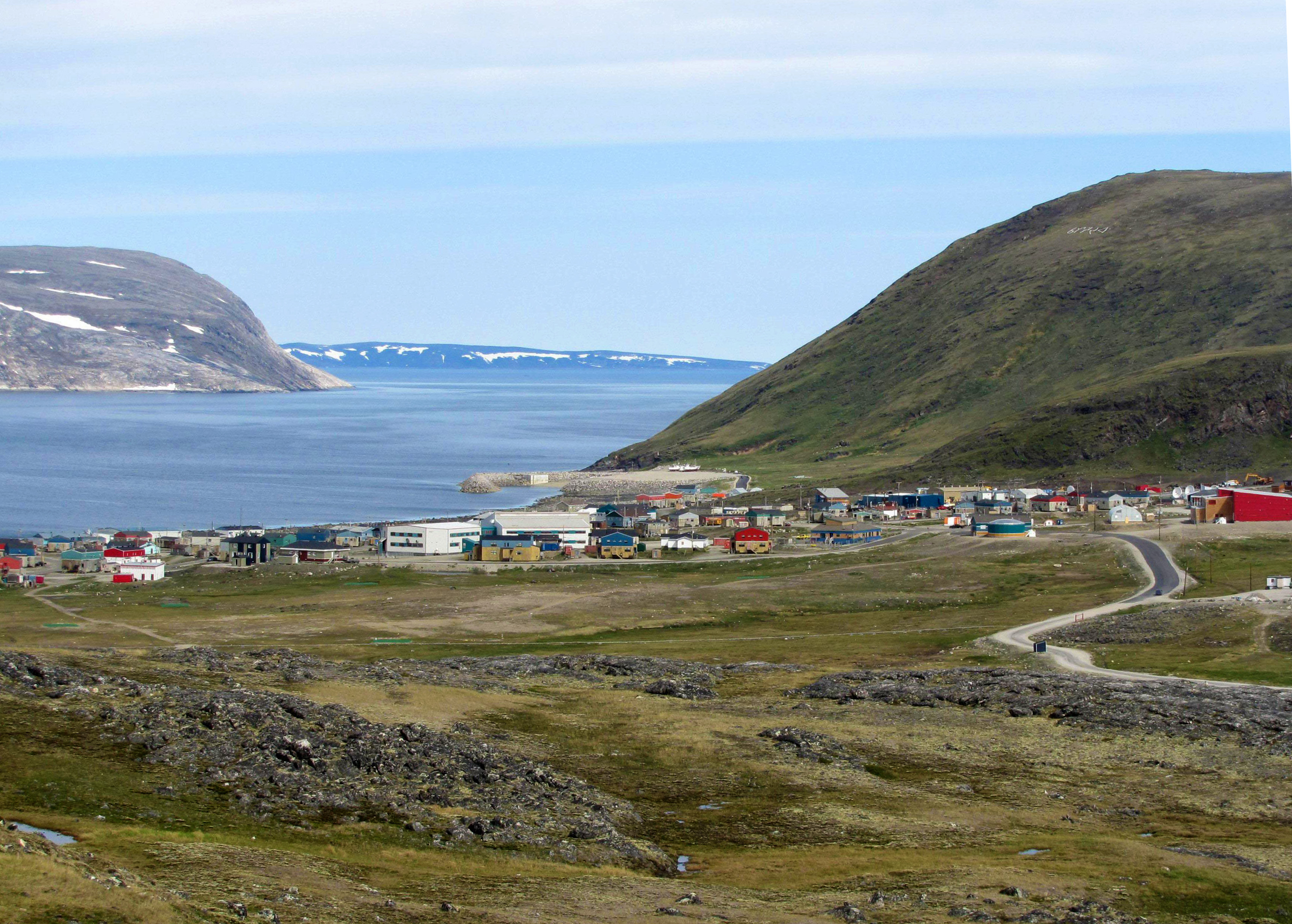
Village de Kangiqsujuaq au Nunavik

Mitiarjuk est née en 1931 à Kangiqsujuaq, au nord du Québec, dans ce qui est aujourd’hui connu comme étant le Nunavik. N'ayant pas eu de frères et étant l'aînée parmi ses sœurs, elle apprend dès son plus jeune âge à faire des tâches qui sont habituellement réservées aux hommes. Son père, Ullatuarusiq Atassi, lui apprend ainsi la chasse et la pêche qu'elle pratique parfois seule, ce qui n'est pas commun pour une femme Inuk. Pendant sa jeunesse, elle ne fréquente pas l’école des missionnaires, ce qui aurait permis moins d’interférences culturelles dans son écriture[pas clair]. Elle apprend plus tard l’écriture syllabique inuktitute au contact des missionnaires catholiques. À l'âge de 16 ans, elle épouse Naalak Nappaaluk, avec qui elle a sept enfants, dont deux morts en bas âge, en plus d'en adopter deux autres. 
À la demande du missionnaire oblat Robert Lechat, elle débute dès les années 1950 l’écriture de récits du quotidien de sa communauté. En 1961, elle fait la connaissance de l’anthropologue Bernard Saladin d'Anglure avec qui elle travaille plus étroitement en 1965 alors que qu'il passe un peu plus d'un an au Nunavik. Au début des années 1970, Saladin d'Anglure rédige une thèse intitulée Sanaaq, récit esquimau composé par Mitiaryuk dans le cadre d'un doctorat d'ethnologie de l'École pratique des hautes études à Paris. Mitiarjuk et lui collaborent pendant de nombreuses années.
Ayant des problèmes de santé, Mitiarjuk doit effectuer deux longs séjours dans le sud du Québec. Elle a enseigné la culture inuite et l’inuktitut tant aux missionnaires qu'aux habitants (Nunavimmiut) du Kativik.
Mitiarjuk meurt le 30 avril 2007 dans le village où elle est née.

## Œuvres

### Comme autrice
Les récits de Mitiarjuk sont parfois publiés dans la revue Tumivut, mais son œuvre la plus connue est le roman Sanaaq. L’écriture se fait en inuktitut et débute en 1952 alors qu'elle rédige des récits pour le Père Robert Lechat. À la suite du départ de Lechat, elle continuera à rédiger son roman au contact du missionnaire Joseph Méeus et terminera la seconde partie du roman encouragée par Saladin d'Anglure qui effectue alors une recherche ethnographique de terrain à Kangiqsujuaq. La seconde partie du roman, rédigée avec Saladin d'Anglure plutôt qu'avec des religieux, laisse place à des sujets qui n'étaient pas abordés dans la première partie tels que la sexualité, la violence conjugale ou les êtres invisibles. Ce n’est qu'en 1984 que la première édition est publiée. Il a fallu attendre 2002 pour qu’une édition en français soit publiée. La traduction du roman a été réalisée sur une période de vingt ans par Saladin d’Anglure. En 2014, une version anglaise est publiée par les Presses de l'Université du Manitoba. En 2022, une édition entièrement revue et corrigée par Bernard Saladin d'Anglure est publiée aux éditions Dépaysage.
Vers la fin des années 1960, elle rédige l'Encyclopédie inuite de Mitiarjuk qui ne sera publiée qu'en partie dans la revue de l'Institut culturel Avataq, Tumivut. Elle est également autrice de plusieurs ouvrages portant sur la culture et la mythologie inuite qui sont utilisés en classe par les élèves du Kativik.
Mitiarjuk a travaillé à l'élaboration d'un dictionnaire inuktitut-français avec le Père Lucien Schneider.
En 1992, le texte L'histoire de Tukirqiq est publié dans Tumivut.

### Comme sculptrice
Dans les années 1960 et 1970, elle réalise des sculptures sur pierre pour lesquelles elle reçoit différents prix[réf. nécessaire].
En 2004, certaines de ses œuvres sont présentées lors d’une des dernières expositions à avoir lieu dans l’édifice Saint-Sulpice de la Bibliothèque nationale du Québec. Intitulée Mythologies fondatrices, l'exposition est organisée par Bernard Saladin d'Anglure dans le cadre du festival Présence autochtone.

## Musées et collections publiques
- Institut culturel Avataq
- Musée de la civilisation[15]
- Musée national des beaux-arts du Québec[16]
- Winnipeg Art Gallery[17]

## Distinctions
- Prix national d'excellence décerné aux Autochtones en 1999[18]
- Diplôme honorifique de l'Université McGill en 2000
- En 2001, l'UNESCO a honoré ses œuvres littéraires lors d'une conférence internationale des écrivains autochtones à Paris[19]
- En 2004, elle a été nommée membre de l'Ordre du Canada[20]